# Blastobasis scotia
Blastobasis scotia is een vlinder uit de familie van de spaandermotten (Blastobasidae). De wetenschappelijke naam van de soort is voor het eerst geldig gepubliceerd in 1947 door Turner.